# Aydın BBSK
Aydın BBSK (Aydın Büyükşehir Belediye Spor Kulübü) är volleybollklubb från Aydın, Turkiet. Klubben grundades 2010 och debuterade i Sultanlar Ligi (högsta ligan) säsongen 2018-2019 efter att ha tagit över Bursa BBSKs spellicens. Klubben nådde final i CEV Challenge Cup 2018–2019 och semifinal i CEV Challenge Cup 2021–2022.